# Sklerotium

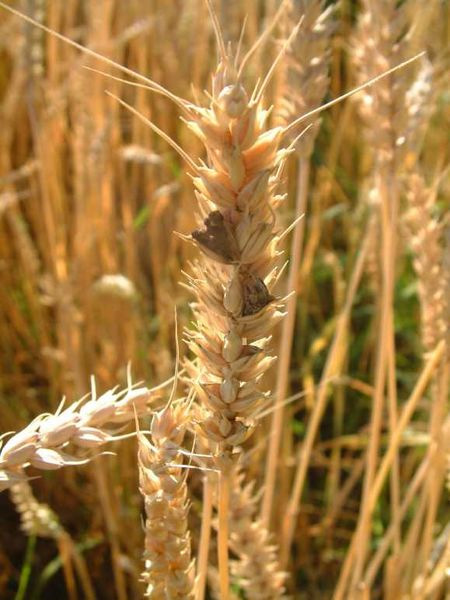
Sich bildendes Mutterkorn-Sklerotium

Ein Sklerotium (altgriechisch σκληρός sklēros, deutsch ‚hart‘) ist eine bei Pilzen auftretende verhärtete Dauerform. Der Pilz kann lange Zeit in diesem Ruhezustand verharren und beginnt erst bei günstigen Bedingungen wieder zu wachsen oder aus dem Sklerotium Fruchtkörper zu bilden. Viele Pilzarten sind in der Lage, Sklerotien auszubilden. 

## Echtes Sklerotium

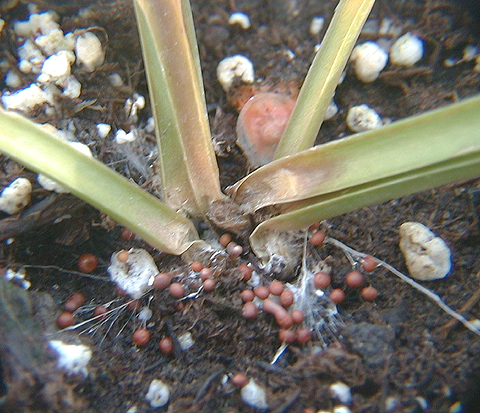
Mit Sclerotium delphinii infizierte Funkie (Hosta) mit kugelförmigen, braunen Sklerotien

Echte Sklerotien sind in Rinde und Mark gegliederte, dichte, feste bis harte Hyphenknäuel. Hierbei sind die Zellen stark differenziert und bisweilen so dicht zusammengedrückt, dass sie ein echtes Gewebe vortäuschen (pseudoparenchymatisches Plectenchym). Sklerotien, bei denen man im Inneren noch die eigentlichen Zellfäden (Hyphen) erkennen kann, die also nicht pseudoparenchymatisch aufgebaut sind, haben dennoch eine pseudoparenchymatische Rinde aus dickwandigen Zellen. Ein Beispiel hierfür sind die Sklerotien von Athelia rolfsii.
Echte Sklerotien bestehen im reifen Zustand ausschließlich aus pilzlicher Biomasse, Bodenpartikel oder pflanzliche Teile sind nicht Teil echter Sklerotien.
Echte Sklerotien sind aufgrund der Rinde oft sehr widerstandsfähig gegen Austrocknung, Die Größe von Sklerotien variiert je nach Taxon von sehr kleinen Sklerotien mit Durchmessern von unter einem Millimeter (z. B. beim Kahlen Krempling, Paxillus involutus s. str.) bis zum Beispiel bei Lentinus tuberregium mit bis zu 15 cm Länge und einer Masse von bis zu 500 Gramm. Sehr große, echte Sklerotien bildet z. B. auch der Porling Wolfiopora cocos.

## Pseudosklerotium

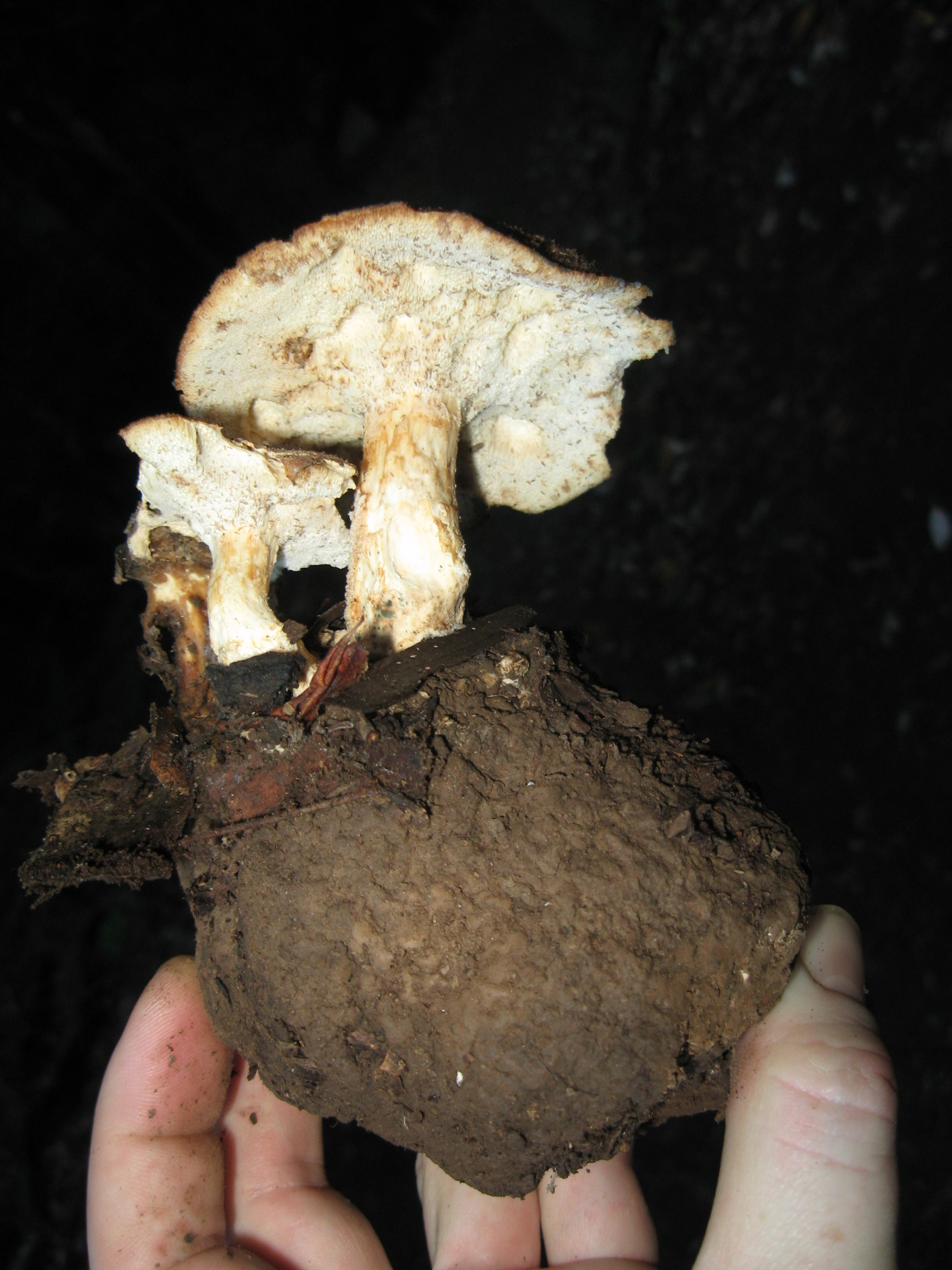
Aus dem knolligen Pseudosklerotium wachsen zwei Fruchtkörper des Sklerotien-Stielporlings.

Pseudosklerotien ähneln echten Sklerotien, jedoch durchwachsen die Hyphen große Substratstücke und schließen sie in das Dauerstadium mit ein. Das Mark von Pseudosklerotien ist im reifen Zustand ein Gemisch aus Hyphen, Erde, Sand, Holz und entsprechenden anderen Substratteilen. 
Die Unterscheidung von echten Sklerotien und Pseudosklerotien wurde von Lohwag im Jahr 1941 eingeführt, wird aber nicht von jedem Mykologen befolgt, da es in Bezug auf die Menge eingeschlossenen Substrats Übergänge von über der Hälfte der Masse bis hin zu wenig, fast kein eingeschlossenes Substrat bis hin zu gar kein Substrat ist eingeschlossen, gibt.
Ein Beispiel für große Pseudosklerotien mit deutlichem Substrateinschluss sind die knolligen Dauerformen des Sklerotien-Stielporlings (Polyporus tuberaster).

## Bulbille
Bulbillen sind kleine, sklerotienartige, aber unberindete und aus ausschließlich dünnwandigen, keimfähigen Zellen bestehende, zarte Knöllchen. Sie dienen weniger als Dauerstadien, sondern eher zur asexuellen Verbreitung. Ein bekannter, sich durch Bulbillen asexuell vermehrender Pilz ist Bulbillomyces farinosus.